# Lahstedt
Lahstedt était une commune de Basse-Saxe, dans l'arrondissement de Peine, en Allemagne. Depuis le 1er janvier 2015 elle a fusionné avec la commune voisine d'Ilsede et son nom a disparu.

## Quartiers
- Adenstedt
- Gadenstedt
- Groß Lafferde
- Münstedt
- Oberg